# Черноголовый пересмешник
Черноголовый пересмешник (лат. Donacobius atricapilla) — вид певчих птиц из отряда воробьинообразных, единственный в одноимённом роде (Donacobius) и семействе Donacobiidae.

## Описание
Черноголовый пересмешник длиной 23 см. Оперение головы чёрное, верхняя часть тела и хвоста коричневого цвета, нижняя часть тела оранжево-жёлтого цвета, глаза оранжевого цвета.

## Распространение
Птица обитает на болотах и влажных лугах от востока Панамы до Боливии и севера Аргентины.

## Образ жизни
Черноголовый пересмешник живёт парами на определённых участках. Часто птицы вместе сидят на ветке, громко поют, взмахивая хвостом. Это служит отпугиванию незваных гостей.
Черноголовый пересмешник питается насекомыми. Потревоженная птица садится на возвышенное место и начинает громко кричать на захватчика. Гнездится птица в открытом гнезде в тростнике или траве.